# Lonicera tianshanica
Lonicera tianshanica är en kaprifolväxtart som beskrevs av Antonina Ivanovna Pojarkova. Lonicera tianshanica ingår i släktet tryar, och familjen kaprifolväxter. Inga underarter finns listade i Catalogue of Life.